# Euceroplatus fascipennis
Euceroplatus fascipennis är en tvåvingeart som beskrevs av Loïc Matile 1990. Euceroplatus fascipennis ingår i släktet Euceroplatus och familjen platthornsmyggor. Inga underarter finns listade i Catalogue of Life.